# ميلتيني بيوتيك
ميلتيني بيوتيك (بالإنجليزية: Miltenyi Biotec)‏ هي شركة عالمية متخصصة في التكنولوجيا الحيوية ويقع مقرها الرئيسي في مدينة بيرغيش غلادباخ في ألمانيا. وتعد الشركة مزودًا لمنتجات وخدمات مخصصة لتجهيز العينات وفصل الخلية وقياس التدفق الخلوي وزرع الخلايا وتحليل الجزيئات والتطبيقات الطبية والتصوير الشعاعي للحيوانات الصغيرة. وتمتلك شركة ميلتيني بيوتيك، التي تأسست في عام 1989، أكثر من 1.300 موظف في 22 دولة، بالإضافة إلى قائمة تحتوي على أكثر من 3.000 منتج.

## المنتجات
تعتبر شركة ميلتيني بيوتيك مزودًا للأدوات والكواشف الكيميائية وخدمات أبحاث الطب الحيوي والعلاج الخلوي. كما تعتمد قائمة منتجاتها على التكنولوجيا التي قام باختراعها مؤسس الشركة، ستيفان ميلتيني، حيث ساعدت على فصل الخلايا باستخدام أجسام مضادة تشبه الحبيبات المغناطيسية. واستخدمت الشركة تكنولوجيا فرز الخلايا مغناطيسيًا (وهي علامة مسجلة للشركة باسم تكنولوجيا إم أيه سي إس (MACS)) لتطوير مجموعة متنوعة من الكاشفات الكيميائية والأجهزة المستخدمة في مجالات البحث في علم المناعةوعلم أحياء الخلايا الجذعية والعلوم العصبية والسرطان. وتعد شركة ميلتيني بيوتيك رائدة في مجال فصل الخلايا مغناطيسيًا بحصة سوقية تبلغ 70%.
وتحتوي قائمة منتجات الشركة أيضًا على [كواشف كيميائية وأجهزة لتحضير العينات وقياس التدفق الخلوي وتحليل الخلايا بالإضافةً إلى زرع الخلايا وتطبيقات علم الأحياء الجزيئي (فيما يخص الحمضيات النووية والبروتينات والفيروسات)، وأيضًا فيما يتعلق بتطبيقات فصل الخلايا ومعالجة الخلايا والفصادة العلاجية في العيادات. وتشتمل الخدمات التي توفرها شركة ميلتيني بيوتيك على تحليل التعبير الجيني وإصدار جريدة بيولوجيكالز (biologicals) وفقًا لإرشادات جي إم بي (GMP) (ممارسة التصنيع الجيد).

## مجالات التطبيق
تستخدم إم أيه سي إس لفرز الخلايا أو فصلها من الدم أو نخاع العظام أو النسيج الحيوي المنفصل وفقًا لمؤشراتٍ سطحية محددة. وتحتوي الخلايا التي تمت دراستها بهذه الطريقة على خلايا لمفاوية تائية، وخلايا لمفاوية بائية، وخلايا فاتكة طبيعية وخلايا تغصنية وخط جذعية، خلايا ورم وخلايا عصبية. وقد تم استخدام سلف بالغ منعزل / ومجموعات خلايا جذعية تُظهر مؤشرات CD34 أو CD133 على سطحها في العلاج الخلوي داخل الأوساط الطبية. واستخدمت منتجات الفصادة العلاجية الخاصة بالشركة في التطبيقات الطبية كما تم استخدام أدواتها في فصل ومعالجة الخلايا أثناء المرحلة العيادية.
وتعتبر شركة ميلتيني بيوتيك فعالة في مجال قياس التدفق الخلوي وتحليل الخلايا مع وجود سطح خلوي بها يحتوي على علامة محددة وجسم ملون تألقي مضاد مترافقان. ويمكن أيضًا استخدام تكنولوجيا الحبيبات المغناطيسية لفصل العضيات، مثل المتقدرات، بالإضافة إلى جزيئات مرسال الحمض النووي الريبوزي، والتي، بعد تحويلها إلى الدنا المتمم، يمكن وضعها على شرائح النسق الدقيق لتحليل التعبير الجيني.

## التاريخ
- عام 1989 – اخترع ستيفان ميلتيني فصل الخلايا مغناطيسيًا
- عام 1990 – حصلت شركة ميلتيني بيوتيك على براءة اختراع تكنولوجيا MACS
- عام 1992 – افتتحت ميلتيني بيوتيك فرعًا للشركة في الولايات المتحدة.
- عام 1995 – افتتحت ميلتيني بيوتيك فرعًا للشركة في المملكة المتحدة.
- عام 1998 – افتتحت ميلتيني بيوتيك فروعها في فرنسا وإيطاليا وإسبانيا
- عام 2001 – افتتحت ميلتيني بيوتيك فرعًا للشركة في الصين
- عام 2002 – حصلت ميلتيني بيوتيك على تكنولوجيا جهاز امتصاص البلازما والتي قامت بتطويره شركة بلازما سليكت (PlasmaSelect AG) وتسويق منتجاتها وفقًا للعلامة التجارية TheraSorb
- عام 2002 – افتتحت ميلتيني بيوتيك فرعًا للشركة في أستراليا
- عام 2003 – افتتحت ميلتيني بيوتيك منشأة تخص ج إم بي في مدينة تيتيرو بألمانيا
- عام 2003 – افتتحت ميلتيني بيوتيك فروعها في اليابان وسنغافورة
- عام2003 – حصلت ميلتيني بيوتيك على شركة ميموريك بيوتك (Memorec Biotec GmbH)
- عام 2004 – افتتحت ميلتيني بيوتيك فرعًا للشركة لدول البنلوكس في هولندا
- عام 2008 – حصلت ميلتيني بيوتيك على شركة ميديك تولز (Medic Tools AG) [6]
- عام 2008 – طرحت ميلتيني بيوتيك جهاز فصل الخلايا autoMACS Pro Separator الخاص بها
- عام 2008 – طرحت ميلتيني بيوتيك جهاز محلل قياس التدفق الخلوي MACSQuant الخاص بها
- عام 2011 – حصلت ميلتيني بيوتيك على مجموعة كولي للأدوية
- عام 2011 – دخلت ميلتيني بيوتيك في شراكة مع شركة تيوتو سيل (TeutoCell ) لتطوير تقنيات جديدة لزرع الخلايا [7]
- عام 2012 – افتتحت ميلتيني بيوتيك فرعها الشمالي في السويد

## التركيب
شركة ميلتيني بيوتيك هي شركة ذات مسئولية محدودة (يشار إليها باسم جي ام بي اتش GmbH في ألمانيا). ويتكون مجلس إداراة الشركة من ستيفان ميلتيني (مؤسس ورئيس الشركة)، ود. بوريس ستوفيل (المدير التنفيذي)، ونوربيرت هينتشيل (المدير المالي). ويتواجد مقر الشركة في مدينة بيرغيش غلادباخ بالإضافة إلى منشأة تخص جي إم بي (GMP) في مدينة تيتيرو قي ألمانيا، وتمتلك شركة ميلتيني بيوتيك أيضًا فروعًا في الولايات المتحدة، وبريطانيا العظمى، وإيطاليا، وإسبانيا، والصين، وأستراليا، واليابان، وهولندا، وسنغافورة والسويد. وتمتلك الشركة أكثر من 1.300 موظف في جميع أنحاء العالم.

## الجدل
في آذار (مارس) 2022، استشهدًا الغزو الروسي لأوكرانيا باعتباره السبب،  علقت Miltenyi Biotec إمدادات معدات العلاج CAR-T إلى مستشفى موسكو روجاتشيف للأطفال، تاركًا المرضى المصابين بأورام غير قابلة للشفاء، والذين استنفدت جميع الخيارات الأخرى، دون خيارات العلاج.  وفقًا لـ أليكسي ماشان [Масчан, Алексей Александрович]، مدير معهد أمراض الدم والمناعة وتقنيات الخلايا في المعهد المركز القومي للبحوث الطبية، سيؤدي إلى وفاتهم.  خلال الفترة التي كان فيها العلاج متاحًا، تم شفاء 90٪ من الأطفال وتم إنقاذ 54 شخصًا على الأقل منذ عام 2018. 

## وصلات خارجية
- http://www.miltenyibiotec.com/en/default.aspx
- http://investing.businessweek.com/research/stocks/private/snapshot.asp?privcapId=5865646